# Manihot pseudoglaziovii
Manihot pseudoglaziovii Pax & K. Hoffm. (Maniçoba) é uma planta de porte arbustivo nativa da caatinga, pertencente à família Euphorbiaceae, secção Glazioviana, encontrada em diversas áreas que compõem o semiárido nordestino e também do centro-oeste. É uma árvore de 8 a 12 metros de altura, vegetando em diversos tipos de solo, tanto calcários e bem drenados, como também naqueles pouco profundos e pedregosos, das elevações e das chapadas. Possui grande resistência à seca por apresentar raízes com grande capacidade de reserva, mais desenvolvidas que as da mandioca, sua parenta próxima. Assim como os demais vegetais do gênero manihot, apresentam na sua composição substancias que, ao hidrolizarem-se dão origem ao ácido cianídrico, ofensivo a todas as espécies animais, podendo-os levar à morte dependendo da quantidade consumida. No entanto, esta planta possui uma boa composição nutritiva, podendo ser considerada como uma forrageira de boa qualidade, sendo a fenação e a ensilagem, após a trituração de todo o material forrageiro produzido, os meios mais recomendados de utilização da maniçoba. Pesquisadores incentivam o plantio da maniçoba com o intuito de produção de forragem.

## Potencial forrageiro
Esta forrageira apresenta boa palatabilidade e é normalmente utilizada como forragem verde pelos animais que pastejam livremente a caatinga. Porém é preciso que haja restrição quanto ao seu uso exclusivo, nesta forma, pois contém o ácido cianídrico (HCN) que pode acarretar intoxicações. Entretanto, este ácido é muito volátil e quando a planta é triturada mecanicamente e submetida à desidratação natural, por ação dos ventos e radiação este ácido pode ser eliminado. A presença dos taninos é outro fator que pode causar outros efeitos negativos, como a redução do consumo e digestibilidade (muitas vezes em função de sua adstringência), inibição de enzimas digestíveis e perda de proteínas endógenas. Lima (1996), ao realizar estudos de análise da parte aérea da maniçoba, encontrou cerca de 2,3% de tanino condensado e estudos mostram que os taninos solúveis representaram 32,3% do total de tanino condensado da maniçoba. A utilização mais segura da maniçoba, como alimento para ruminantes, é através dos meios de fenação e ensilagem, após trituração de toda a forragem e o início de floração é considerado o período ideal para o corte e fenação dessa espécie.
Geralmente, quanto a presença de taninos condensados nas forrageiras tropicais, destaca-se sua importante ação antinutricional quando em altas concentrações (acima de 5% da matéria seca). Porém o consumo pode relacionar-se a efeitos favoráveis, por exemplo, quando associados a concentrações por volta de 3-4% da matéria seca, destaca-se a proteção da proteína alimentar contra a degradação ruminal excessiva, ou seja, quando em baixa concentração, se ligam a moléculas de proteínas e carboidratos, protegendo-as do ataque microbiano no rúmen e essas ligações podem ser desfeitas na mudança do pH do rúmen para o abomaso, e esses nutrientes ficam disponíveis para a digestão intestinal. Outros efeitos benéficos são a diminuição do desperdício de amônia e a prevenção do timpanismo. Os taninos condensados solúveis representam a fração do tanino que se encontra livre na planta, geralmente localizada nos vacúolos. Quando o tecido vegetal é rompido, seja pelo corte mecânico de forrageiras ou pela mastigação, por exemplo, esses taninos podem formar um complexo com constituintes da ração e com enzimas digestíveis. Isso dependerá de muitos fatores e pode acontecer antes da ingestão da planta pelo animal, pois Segundo Longo (2002), a temperatura é um dos fatores que podem transformar tanino solúvel em tanino ligado.
A maniçoba é uma das espécies que apresentaram teores em proteína superiores a 16% da matéria seca e baixa concentração em FDN (Fibra em Detergente Neutro) e NIDA (Nitrogênio Insolúvel em Detergente Ácido), e isso mostra o potencial dessas forrageiras para atender às exigências de pequenos ruminantes. O uso da maniçoba na alimentação de ruminantes e pequenos ruminantes é bastante estudado, porém não se sabe da utilização desta leguminosa na alimentação de aves. Alguns estudos mostram que a utilização do feno de maniçoba em até 10% de substituição da ração pode ser uma alternativa bastante viável, principalmente quanto aos preços dos insumos para a formulação da ração.

## Morfologia
A Manihot pseudoglaziovii Pax & Hoffman. Chega a alcançar 7 m de altura, variam em arbusto ou arvoreta. O tronco é liso e glabro, podendo apresentar bifurcações primárias, secundárias e terciárias, de coloração verde quando jovens, depois branco acinzentado e produz látex leitoso. Sua raiz é definida como tuberosa, cuja substância nutritiva armazenada em seu interior é rica em carboidratos.
As folhas são verde-claras, abaxialmente reticulada, adaxialmente verde, são simples, palmatipartidas, palmatinérvea ovais e desprovidas de pelos. A lâmina foliar é coriácea de margem inteira com cinco lóbulos de ápice agudo separados nos sinus, apresentam estipulas caducas e pecíolo cilíndrico inserido na porção inferior da lâmina.
As flores são brancas, de sexos separados e estão reunidas em inflorescências dispostas em panícula terminal ramificada com menos de 10 cm de comprimento, com poucas flores recobertas ou não com cerosidade cinza-esbranquiçada, gamossépalas, dialipétala, pedicelosa marelado, anteras birrimosas.
Os frutos são cápsulas globosas de deiscência longitudinal, glabro, aproximadamente 3 cm de comprimento e 1,5 cm, com cinco estrias, três sementes lisas, duras e amarelas pintadas de marrom escuro.

## Importância econômica e histórica
A exploração das maniçobas no Nordeste, para a produção de borracha, inscreveu-se em limites históricos bastante precisos. Como atividade econômica generalizada nessa região, principalmente nas áreas semiáridas, alcançou relativa importância entre 1897 e 1913. A partir de 1911 a tendência dos preços foi persistentemente decrescente, o que não desativou por completo a produção, mas contribuiu para que diminuísse de forma progressiva. Na década de vinte a exportação era insignificante no conjunto da economia regional.
A exploração das maniçobas para a produção láctea tornou-se economicamente viável com os altos preços internacionais da borracha, na segunda metade do século XIX e início do XX, impulsionados pela demanda dos países industrializados, sobretudo a Inglaterra, que constituía o principal centro comprador e distribuidor dessa matéria-prima. O incremento na procura e a correspondente alta dos preços estão intimamente ligados ao crescimento das indústrias automobilística e elétrica, sobretudo a primeira, em franca expansão no início do século.
Dessa forma o desempenho do setor industrial na Europa e nos Estados Unidos da América, refletia-se no comportamento da produção gomífera do Brasil, então principal área produtora e em cuja dependência estavam aqueles mercados. O quase monopólio que exercia o Brasil sobre o fornecimento de borracha - matéria-prima estratégica no início do século, pelas características e exigências do processo de industrialização assegurou a manutenção de um nível extremamente alto dos preços internacionais. Sem essa conjuntura de preços não teria sido possível a inserção do Nordeste como área produtora, pela falta de rentabilidade na exploração das maniçobas. Vale lembrar que a produção da borracha no Nordeste era secundária, não só em relação ao conjunto da produção mundial, como em relação à produção brasileira, o que a tornava mais vulnerável as alterações na demanda.